# Seznam vojaških operacij hladne vojne
Seznam vojaških operacij hladne vojne.

## Seznam
- operacija Anadir (1962)
- Operacija Aviv neurim
- Operacija Helen
- Operacija Jonatan
- Operacija Mušketir (1956)
- Operacija Neustrašno srce
- Operacija Opera (1981)
- Operacija Orlovi kremplji (1980)
- Operacija Pekel
- Operacija Pregon
- Operacija Spalna srajca
- Operacija Zakon in red